# Johanna Dorothea Lindenaer
Johanna Dorothea Lindenaer, más néven Johanna Dorothea Zoutelande vagy Madame de Zoutelandt, (1664–1737) holland író, emlékiratok szerzője és fordító. Állítólagos hírszerzői tevékenysége miatt hazaárulónak nyilvánították.
„Özv. Van Domburg asszony” név alatt 1703-ban Maastrichtban letartóztatták. Az volt ellene a vád, hogy a spanyol örökösödési háborúval összefüggésben kémkedett. Végül 1704-ben szabadon engedték. Ekkor Párizsba költözött, ahol katolikus hitre tért. Innentől íróként dolgozott.

## Munkái
- Aanwijsing der heilsame politike gronden en maximen (translation)
- Memoires (1710) – memoirs
- La Babylone demasquée (1727)

## Fordítás
- Ez a szócikk részben vagy egészben  a   Johanna Dorothea Lindenaer című angol Wikipédia-szócikk ezen változatának fordításán alapul.  Az eredeti cikk szerkesztőit annak laptörténete sorolja fel. Ez a jelzés csupán a megfogalmazás eredetét és a szerzői jogokat jelzi, nem szolgál a cikkben szereplő információk forrásmegjelöléseként.